# Statues funéraires de la tombe de Liu Tingxun
Les statues funéraires de la tombe de Liu Tingxun sont treize sculptures tombales en faïence trouvées dans un tombeau présumé être celui de Liu Tingxun (刘定训), un général chinois mort en 728. Ces statues ont été trouvées à Luoyang, et sont désormais exposées dans le British Museum à Londres. D'autres statues funéraires de la dynastie Tang représentant des personnes et des animaux ont été retrouvées dans d'autres tombes de la même époque, et sont visibles dans divers musées à travers le monde.

## Description

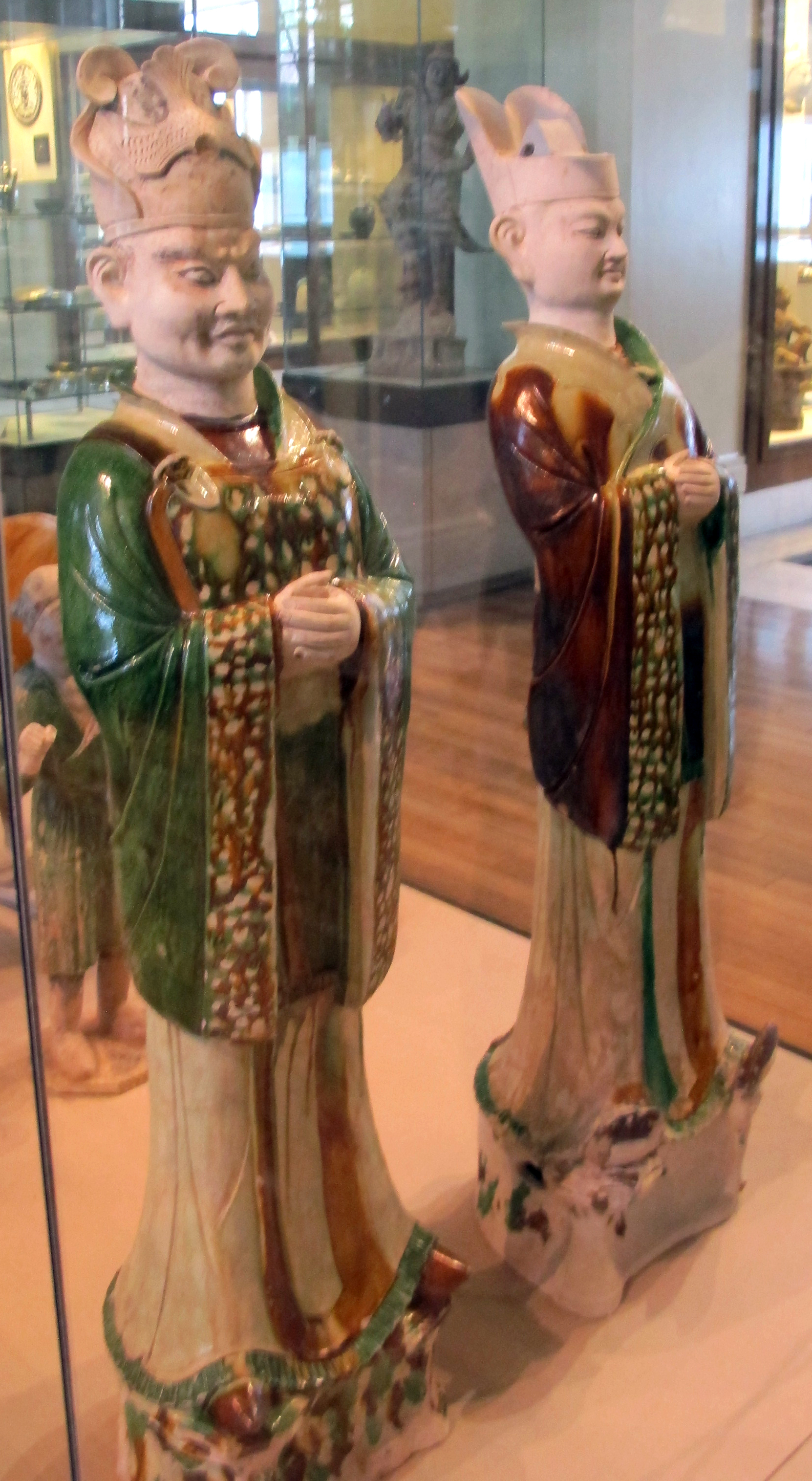
Céramique de mandarins ou de fonctionnaires.

Ces treize sculptures se composent de cinq paires et d'une série de trois. Toutes ont été décorées à l'aide du sancai (trois couleurs), une technique développée au cours de la dynastie Tang. Les couleurs utilisées dans les glacis sont une innovation récente à l'époque. Ces couleurs ont été produites par l'ajout de couches d'éléments métalliques oxydés et chauffés à 750-800 degrés Celsius. L'oxyde de cuivre a été utilisé pour produire une couleur verte, et l'oxyde de fer a été utilisé pour produire de l'orange ou du marron. D'autres éléments créent des couleurs exotiques. La première céramique sancai de la dynastie Tang a été récupérée au début du XXe siècle
La première paire de statues est semi-humaine ; ailés et griffus, ces personnages sont conçus pour chasser les intrus de la tombe. L'un d'eux a un visage humain. Derrière la première paire se trouvent deux Lokapala. Il s'agit de gardiens bouddhistes des tombes. Derrière cette paire se trouvent deux personnages humains civils ou fonctionnaires. L'un est supposé être un militaire et l'autre un civil. À l'arrière se trouvent deux chevaux et deux chameaux. Ces grandes statues ont été créées en plusieurs morceaux, puis assemblées à l'aide de glissières pour joindre les pièces. Les chameaux ont été utilisés comme bêtes de somme pour le transport de marchandises en Chine, pour l'importation et l'exportation le long de la route de la soie. Les chevaux étaient également utiles, mais ils comptent parmi les animaux exotiques en Chine. Ces chevaux ont été utilisés pour jouer au polo. Les animaux sont eux-mêmes entourés par trois palefreniers en céramique

## Histoire

Statues de gardiens bouddhistes debout sur des taureaux.

Liu Tingxun était un général et un conseiller impérial privé qui a vécu au milieu de la dynastie Tang. Liu était général de l'armée de Zhongwu ainsi que lieutenant des districts de Henan et Huinan. Il est né vers 656, et mourut âgé de 72 ans en 728.
La position et la richesse du général Liu Tingxun sont démontrées non seulement par la céramique, mais aussi par le texte nécrologique qui se trouve dans le tombeau. L'association de Liu Tingxun avec ce texte funéraire est basée sur un article écrit par R. L. Hobson dans le Burlington Magazine en 1921. L'article cite un texte traduit en anglais à partir d'un frottement du texte original. La localisation de ce frottement est actuellement inconnue. L'épitaphe de Liu est écrite à la première personne, comme s'il l'était par le général lui-même. Il rapporte qu'il est âgé de 72 ans quand il est mort, et se vante de sa compétence à la fois comme soldat et homme politique.
Les statues mises au jour dans la tombe de Liu sont représentatives d'un type qui a été retrouvé en grand nombre dans les zones urbaines du nord-ouest de la Chine. Ces statues sont un symbole de haut statut de la personne enterrée dans ces tombes. Ce style de céramique tombale a vraisemblablement été populaire pendant environ cinquante ans à compter de l'année 700. Les statues ont été achetées par le British Museum à l'orientaliste George Eumorfopoulos en 1935 et 1936. Le prix était inférieur à ceux du marché et a été interprété comme un « geste princier », Eumorfopoulos ayant vendu et fait don d'une vaste collection à la fois au British Museum et au Victoria and Albert Museum.